# Koizora (serie televisiva)
Koizora (恋空?, Koizora) è un dorama giapponese di 6 puntate andato in onda nel 2008. Tratto dal romanzo rosa e bestseller del 2005 scritto da Mika, originariamente pubblicato online per la sola lettura attraverso apparecchi mobili (cell phone novel), racconterebbe la sua vera storia. Nel 2006 è stato stampato in 2 volumi e l'anno dopo ne è stato tratto un omonimo film con l'interpretazione di Haruma Miura nel ruolo del protagonista maschile.
L'autrice ha affermato trattarsi di un suo racconto autobiografico o in ogni caso, basato su resoconti di prima mano.

## Trama
Mika ha appena iniziato la scuola superiore ed anela ad innamorarsi. Tuttavia, con sua somma preoccupazione, un ragazzo trova non  il suo numero di cellulare ed inizia a far chiamate frequenti, importunandola sempre più spesso sotto l'effetto dell'alcol. All'inizio delle vacanze estive Hiro, un amico del ragazzo trova il numero e la chiama per scusarsi con lei a suo nome: Mika non sa chi sia Hiro, ma le piace il suono della sua voce e si sente a suo agio a conversar con lui. Ha inizio un'amicizia.
I due si mettono d'accordo per incontrarsi all'inizio del nuovo anno scolastico: quale la sorpresa di Mika quando scopre che il nuovo amico è in realtà un famoso bulletto e mezzo delinquente che ha già causato vari guai all'amministrazione dell'istituto, un poco di buono che salta spesso le lezioni. La ragazza non è però superficiale è non si fa influenzare facilmente dalle apparenze. I due cominciano ad innamorarsi l'uno dell'altra.
Dovranno tuttavia affrontare una moltitudine di sfide che minacciano il buon proseguimento ed esito del loro rapporto, a cominciare dall'ex fidanzata di Hiro, la quale assume un gruppo di manigoldi con l'intento di stuprare Mika (oltre a continuare a molestarla al telefono). Ma nonostante tutti questi avvenimenti Hiro giura di proteggere sempre Mika, e le dà l'assicurazione di rimanergli fedele. Lei lo vede sempre più come un angelo custode sceso dal cielo apposta per starle accanto nelle vicissitudini della vita.
A seguito di un rapporto sessuale consumato all'interno della biblioteca scolastica si verifica una gravidanza non preventivata né tantomeno pianificata; e anche se i due giovanissimi futuri genitori sono fermamente determinati a creare insieme una nuova famiglia, un aborto spontaneo porta improvvisa e cupa la tragedia sulle loro ancor troppo fragili spalle. Il loro cuore viene spezzato dalla durezza del destino che si abbatte su di loro.
Come se ciò non fosse sufficiente, poco dopo Hiro viene a sapere d'avere seri problemi di salute, rischia difatti la vita a causa di un tumore maligno: questo fatto gli fa prendere la dolorosissima decisione di rompere la storia con Mika, per preservare in tal modo la ragazza da un'ulteriore insopportabile sofferenza. Ma nonostante ciò continua a seguirla e starle vicino in segreto attraverso il suo compagno di classe Nozumu.
Mika riesce col tempo a dimenticare Hiro, anche grazie alle costanti attenzioni che riceve da parte di Yu, il suo nuovo fidanzato. Ma la vera condizione di Hiro viene alla fine a conoscenza di Mika e lei prende senza esitare la difficile decisione di lasciare Yu per correre al suo capezzale. Abbandona anche la scuola per poter assisterlo più assiduamente. Ed ecco che avere di nuovo al suo fianco Mika fa sviluppare in Hiro una nuova e potentissima determinazione a combattere con tutte le forze la sua terribile malattia; inizia anche a dar qualche segno di miglioramento. Riesce miracolosamente a sopravvivere grazie anche a tutti i trattamenti del caso per più di tre anni.
Ma durante un controllo di routine le condizioni del ragazzo hanno un brusco peggioramento, e poco dopo muore.
Mika sconvolta da questa nuova perdita tenta il suicidio gettandosi da un ponte, ma viene fermata proprio nel momento in cui 2 colombe bianche si alzano in volo verso il cielo. Inizia a leggere il diario di Hiro, che le è stato dato in consegna dopo la sua morte e scopre al suo interno una lettera che gli scrisse poco prima della fine, ma che non gli aveva mai spedito. Si viene a sapere che aveva scelto lui volontariamente di morire (i farmaci gli procuravano fastidiosi effetti collaterali) per non lasciare a lei troppi brutti ricordi degli ultimi momenti: doveva essere sicura che il tempo trascorso assieme fosse stato per lui il più bello di tutta la sua esistenza e che, in conclusione, era felice così e anche lei doveva esserlo.
Mika deciderà di portare avanti la sua vita, non solo per se stessa, ma anche per Hiro, mantenendone nel suo cuore la memoria e bontà. Conserverà i suoi guanti blu accanto a quelli rosa che erano stati comprati per la loro bimba poi non nata.

## Interpreti e personaggi
- Reiko Watanabe è Mika Tahara
- Kōji Seto è Hiroki (Hiro) Sakurai
- Tsuyoshi è Yu: ragazzo dell'università, si fa avanti con Mika dopo la sua rottura con Hiro.
- Aoi è Aya: amica del cuore di Mika.
- Shōhei Miura è Nozomu: miglior amico di Hiro, è anche la persona che lo capisce meglio.
- Haru è Saki: ex fidanzata di Hiro. Quando Mika rimane incinta di Hiro lei pazza di gelosia farà di tutto per perseguitarla.
- Kento Nagayama è Kato Tatsuya
- Akiko Kikuchi è Saori Tahara:
- Uki Satake è Yuka
- Kobayashi Sari è Hana
- Sae Miyazawa è Manami
- Takashi Ukaji è Hirokazu Sakurai: padre di Hiro.
- Kaoru Okunuki è Akemi Sakurai: madre di Hiro.
- Kaori Nakamura è Misono: insegnante di Mika.
- Yūka Nanri è Minako Sakurai: sorella di Hiro. Si rivelerà esser un buon sostegno emotivo per Mika.
- Michiko Hada è Yasue Tahara: madre di Mika. Standogli vicino durante la gravidanza gl'insegnerà il significato profondo di cosa significhi dare alla luce un figlio, diventar mamma.
- Andrea Hirose è Tahara Katsuji

## Episodi
| Nº | Titolo italiano (Traduzione letterale) Giapponese 「Kanji」 - Rōmaji | In onda           | In onda |
| Nº | Titolo italiano (Traduzione letterale) Giapponese 「Kanji」 - Rōmaji | Giapponese        |         |
| 1  | Una vera storia d'amore che ha fatto piangere 25 milioni di persone! Uno straziante amore puro... Questo commovente capolavoro è finalmente diventato un dorama 「2500万人が涙した真実のラブストーリー!切ない純愛…感動の名作ついにドラマ化」 - 2500 bannin ga namida shita shinjitsu no rabusutōri! setsuna i jun'ai... kandō no meisaku tsuini dorama ka | 2 agosto 2008     |         |
| 2  | Ti ho amato da sempre... Un destino sconvolgente per un amore doloroso: una struggente evoluzione degli eventi 「ずっと好きだったよ...せつない初恋に衝撃のゆくえ～涙の急展開」 - Zutto suki dattayo... setsunai hatsukoi ni shōgeki noyukue ~ namida no kyūtenkai                                                                                         | 9 agosto 2008     |         |
| 3  | Farò di te la ragazza più felice al mondo! Un matrimonio proibito e le lacrime di un padre... La realtà sconvolgente a cui Hiro andrà incontro 「ぜったい幸せにするから!許されない結婚と父の涙...ヒロをおそう驚愕の真実」 - Zettai shiawase nisurukara! yurusa renai kekkon to chichi no namida... hiro woosō kyōgaku no shinjitsu                        | 23 agosto 2008    |         |
| 4  | Non riesco più a cancellare le tue lacrime! Dolorosa decisione di Hiro. 「もう、おまえの涙ふいてやれないから!ヒロ悲しみの決意」 - Mō, omaeno namida fuiteyarenaikara! hiro kanashimi no ketsui | 30 agosto 2008    |         |
| 5  | Ti ho amata per tutto questo tempo! Un matrimonio per conto nostro ... Il capitolo finale, parte 1 「ずっと好きだったよ!二人だけの結婚式...涙の最終章前編」 - Zutto suki dattayo! futari dakeno kekkonshiki... namida no saishūshō zenpen | 6 settembre 2008  |         |
| 6  | Sono ancora innamorato del cielo ... Uno struggente capitolo finale, una conclusione sconvolgente! 「私は今でも空に恋をしています...号泣の最終章終幕衝撃の結末!」 - Watashi ha ima demo sora ni koi woshiteimasu... gōkyū no saishūshō shūmaku shōgeki no ketsumatsu!                                                                                     | 13 settembre 2008 |         |